# Giancarlo Esposito
Giancarlo Giuseppe Alessandro Esposito (ur. 26 kwietnia 1958 w Kopenhadze) – amerykański aktor filmowy, teatralny i telewizyjny, także producent i reżyser filmowy. Występował jako Gus Fring w serialach Breaking Bad (2009–2011) i Zadzwoń do Saula (2017–2022).

## Życiorys
Urodził się w Kopenhadze jako syn Elizabeth Foster, afroamerykańskiej śpiewaczki operowej i piosenkarki klubów nocnych z Alabamy, i Giovanniego Esposito, włoskiego scenografa i cieśli z Neapolu.
Wychowywał się w Danii do szóstego roku życia, kiedy jego rodzina osiedliła się na Manhattanie w Nowym Jorku. Uczęszczał do Elizabeth Seton College w Nowym Jorku i uzyskał dwuletni dyplom z komunikacji radiowej i telewizyjnej.
Jako aktor zadebiutował w roli portorykańskiego nastolatka w filmie Stevena Hilliarda Sterna Biegacz z 1979 roku. W latach osiemdziesiątych występował głównie w rolach epizodycznych m.in. w serialu Policjanci z Miami czy filmie Rozpaczliwie poszukując Susan. W kolejnej dekadzie coraz częściej pojawiał się zarówno w filmach jak i w serialach telewizyjnych, wystąpił w filmach Spike’a Lee Czarny blues i Malcolm X, dylogii Wayne’a Wanga i Paula Austera Brooklyn Boogie i Dym czy w Podejrzanych Bryana Singera.
W 1998 wystąpił w głównej roli w filmie Odkurzaczyk. W nowym millenium coraz częściej występował w serialach telewizyjnych, często w rolach głównych lub drugoplanowych i charakterystycznych. W serialu Breaking Bad wcielił się w postać Gusa Fringa, za którą to kreację dostał m.in. Nagrodę Stowarzyszenia Krytyków Telewizyjnych i nominację do Emmy oraz inne do której powrócił w serialu Zadzwoń do Saula. W serialu Revolution wystąpił w jednej z głównych ról jako Tom Newell, pojawiał się także w takich produkcjach jak CSI: Kryminalne zagadki Miami, Dawno, dawno temu, Drodzy biali! czy The Get Down.
Był dwukrotnie nominowany do Nagrody Saturna w kategorii najlepszy drugoplanowy aktor telewizyjny – w 2011 za rolę w Breaking Bad i w 2012 za rolę w Revolution. Był też nominowany do Saturna za role gościnne w Breaking Bad i The Mandalorian. Zdobył szereg nominacji do nagród Emmy, tak jak w przypadku Saturnów, za role Gusa Fringa i Moffa Gideona.
W 2021 roku, odegrał rolę Antóna Castillo, dyktatora fikcyjnej karaibskiej wyspy Yara w grze komputerowej Far Cry 6.

## Filmografia

### Filmy
- 1979: Biegacz jako portorykański nastolatek
- 1981: Szkoła kadetów jako J.C. Pierce
- 1985: Rozpaczliwie poszukując Susan jako uliczny sprzedawca
- 1989: Rób, co należy jako Buggin Out
- 1990: Czarny blues jako leworęki Lacey
- 1990: Król Nowego Jorku jako Lance
- 1991: Noc na Ziemi jako Yoyo
- 1991: Harley Davidson i Marlboro Man jako Jimmy Jiles
- 1992: Malcolm X jako Thomas Hayer
- 1992: Bob Roberts jako Bugs Raplin
- 1995: Brooklyn Boogie jako Tommy
- 1995: Dym jako Tommy
- 1995: Podejrzani jako Jack Baer
- 1997: Nic do stracenia jako Charlie Dunt
- 1998: Phoenix jako Louie
- 1998: Odkurzaczyk jako pan Peavey
- 1998: Półmrok jako Reuben Escobar
- 2002: Pinero jako Miguel Algarin
- 2005: Wykolejony jako detektyw Church
- 2005: Chupacabra – mroczne otchłanie jako doktor Peña
- 2006: Sherry jako Hernandez
- 2006: Ostatnie wakacje jako senator Dillings
- 2010: Między światami jako Auggie
- 2012: Alex Cross jako Daramus Holiday
- 2015: Więzień labiryntu: Próby ognia jako Jorge
- 2017: Okja jako Frank Dawson
- 2018: Więzień labiryntu: Lek na śmierć jako Jorge
- 2019: Krytyczna godzina (Line of Duty) jako Volk
- 2019: Coda jako Paul
- 2020: Gwiazdka (Stargirl) jako Archie
- 2020: Test na przyjaźń (Unpregnant) jako Bob
- 2022: Beauty jako ojciec Beauty
- 2023: Wojownicze Żółwie Ninja: Zmutowany chaos jako Baxter Stockman (głos)
- 2024: Abigail jako Lambert
- 2024:  Megalopolis jako Frank Cicero
- 2024: MaXXXine jako Teddy Knight
- 2025: Kapitan Ameryka: Nowy wspaniały świat jako Seth Voelker / Sidewinder
- 2025: The Electric State jako Bradbury

### Seriale
- 1984–1987: Policjanci z Miami jako Luther, Adonis Jackson, Ricky (3 odcinki, różne postacie)
- 1996–1998: Wydział zabójstw Baltimore jako Mike Giardello (22 odcinki)
- 1996–2005: Prawo i bezprawie jako Rodney Fallon, pan Baylor (4 odcinki, dwie postacie)
- 2006: South Beach jako Robert Fuentes (8 odcinków)
- 2006: Kości jako Richard Benoit (1 odcinek)
- 2006: Zaklinacz dusz jako Ely Fisher (1 odcinek)
- 2006–2007: Uprowadzeni jako Vance, agent FBI (2 odcinki)
- 2006–2008: CSI: Kryminalne zagadki Miami jako Braga (2 odcinki)
- 2009–2011: Breaking Bad jako Gus Fring (26 odcinków)
- 2010: Detroit 1-8-7 jako Eddie Henderson (1 odcinek)
- 2011–2017: Dawno, dawno temu jako Lustereczko / Sidney Glass (14 odcinków)
- 2012–2013: Community jako Gilbert Lawson (dwa odcinki)
- 2012–2014: Revolution[4] jako Tom Neville (42 odcinki)
- 2015: Allegiance jako Oscar Christoph (7 odcinków)
- 2016–2017: The Get Down jako pastor Ramon Cruz[5] (10 odcinków)
- 2017: Rebel jako Charles Gold (4 odcinki)
- 2017–2019: Drodzy biali! jako narrator (wszystkie odcinki)
- 2017–2022: Zadzwoń do Saula jako Gus Fring (w głównej obsadzie)
- 2019–2023: The Mandalorian jako Moff Gideon[6]
- 2019–2023: Ojciec chrzestny Harlemu jako Adam Clayton Powell Jr. (19 odcinków)
- 2019–2023: Harley Quinn jako Lex Luthor (głos, 11 odcinków)
- od 2019: The Boys jako Stan Edgar[4]
- 2023: Kalejdoskop jako Leo Pap
- od 2024: Dżentelmeni jako Stanley Johnston
- 2025: Rezydencja jako główny ochmistrz Białego Domu(inne języki) A.B. Wynter

### Role głosowe
- 2014: Batman DCU: Syn Batmana jako Ra’s al Ghul
- 2016: Księga dżungli jako Akela
- 2016: Payday 2 (gra komputerowa) jako The Dentist
- 2021: Far Cry 6 jako Antón Castillo
- 2022: Cyberpunk: Edgerunners jako Faraday